# Campeonato Roraimense 2011
In 2011 werd het 52ste Campeonato Roraimense gespeeld voor voetbalclubs uit Braziliaanse staat Roraima. De competitie werd georganiseerd door de FRF en werd gespeeld van 2 maart tot 11 juni. Er waren twee fases, omdat Real beide fases won was een finale niet nodig.

## Eerste fase

### Groep A
| Plaats | Club      | Wed. | W | G | V | Saldo | Ptn. |
| ------ | --------- | ---- | - | - | - | ----- | ---- |
| 1.     | Real      | 2    | 1 | 1 | 0 | 5:4   | 4    |
| 2.     | Roraima   | 2    | 1 | 1 | 0 | 6:4   | 4    |
| 3.     | Rio Negro | 2    | 0 | 0 | 2 | 2:5   | 0    |

|  | Geplaatst voor finale eerste fase |

### Groep B
| Plaats | Club         | Wed. | W | G | V | Saldo | Ptn. |
| ------ | ------------ | ---- | - | - | - | ----- | ---- |
| 1.     | Náutico      | 2    | 1 | 1 | 0 | 5:2   | 4    |
| 2.     | São Raimundo | 2    | 0 | 2 | 0 | 2:2   | 2    |
| 3.     | GAS          | 2    | 0 | 1 | 1 | 2:5   | 1    |

|  | Geplaatst voor finale eerste fase |

### Finale
|                 |      |       |         |                     |
| 23 april Finale | Real | 1 – 0 | Náutico | Ribeirão, Boa Vista |
| 23 april Finale |      |       |         | Ribeirão, Boa Vista |

## Tweede fase
| Plaats | Club         | Wed. | W | G | V | Saldo | Ptn. |
| ------ | ------------ | ---- | - | - | - | ----- | ---- |
| 1.     | Real         | 5    | 3 | 1 | 1 | 9:5   | 10   |
| 2.     | São Raimundo | 5    | 3 | 1 | 1 | 8:5   | 10   |
| 3.     | Roraima      | 5    | 1 | 4 | 0 | 8:7   | 7    |
| 4.     | Náutico      | 5    | 1 | 2 | 2 | 10:11 | 5    |
| 5.     | Rio Negro    | 5    | 1 | 1 | 3 | 8:10  | 4    |
| 6.     | GAS          | 5    | 1 | 1 | 3 | 5:10  | 4    |

|  | Winnaar, geplaatst voor finale |

### Kampioen
| Campeonato Roraimense de 2011 |
| Roraima                       |
| ----------------------------- |
| REAL Kampioen (1° titel)      |